# Schatzkammer

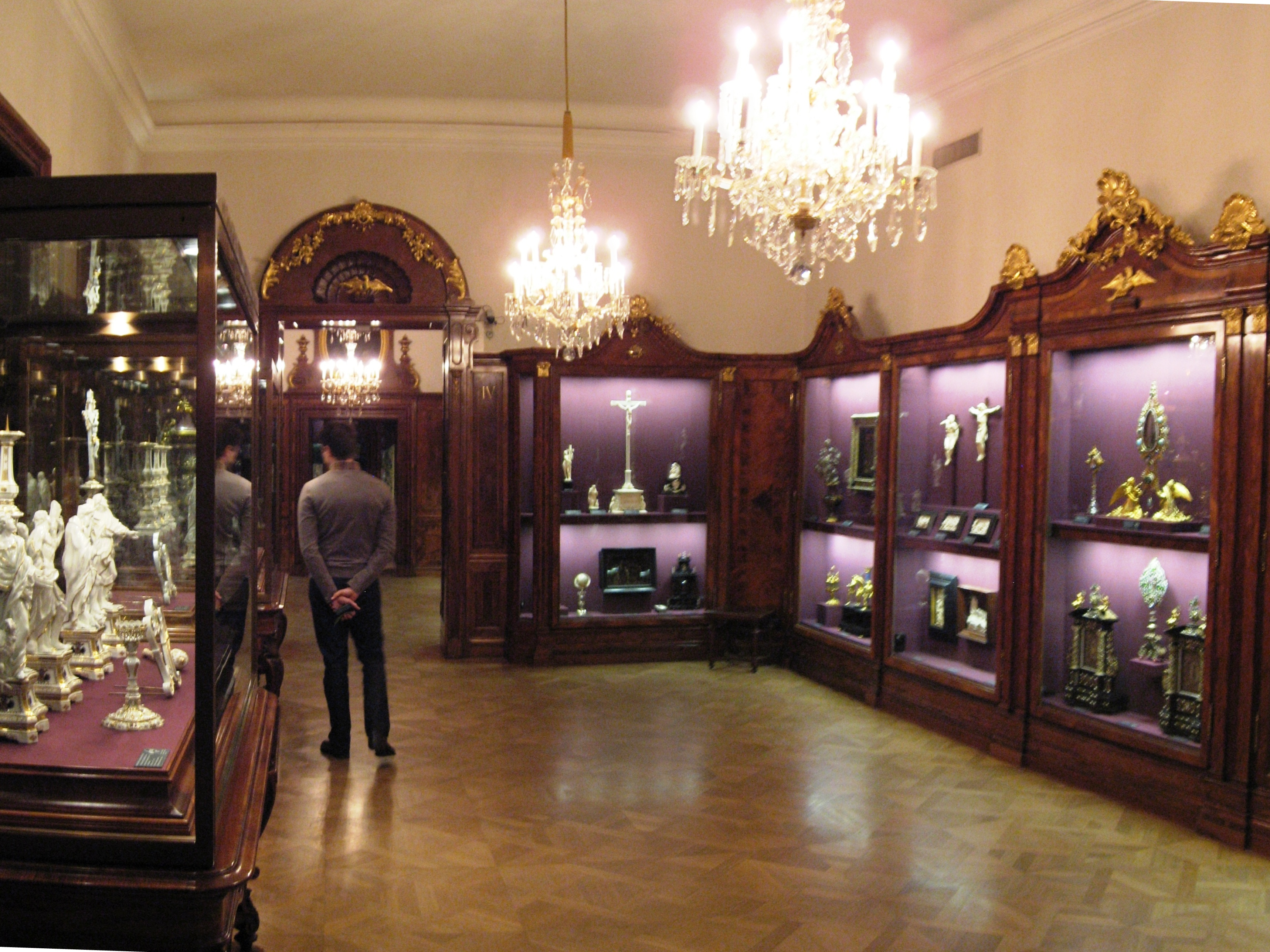
Geistliche Schatzkammer in der Wiener Hofburg

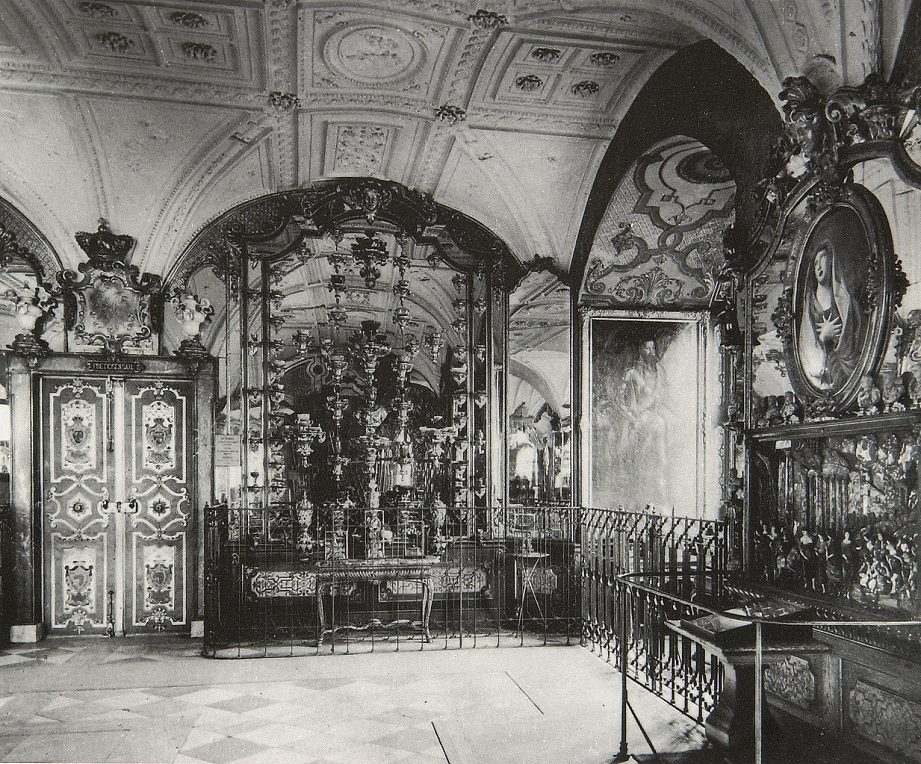
Das Grüne Gewölbe im Dresdner Residenzschloss (Zustand 1904)

Als Schatzkammer werden Räumlichkeiten bezeichnet, in denen ein Staats- oder Kirchenschatz aufbewahrt wird.
In der Antike wurden Kostbarkeiten in Schatzhäusern, sogenannte Thesauren – hiervon leitet sich auch das Wort Tresor ab –, aufbewahrt. Schatzkammern gab es in Palästen oder Festungen, bis deren Funktion von Tresoren bzw. Tresorräumen der Banken übernommen wurde. Ursprünglich wurden in diesen Schatzkammern unsystematisch alle Besitzungen der Fürsten versammelt.
Ab dem 15. Jahrhundert begann man, Schriftstücke in Bibliotheken und Archive auszusondern. Vom mittleren 16. Jahrhundert an sah man Kunstwerke als eigenständig an. Es wurden erste Kunst- oder Wunderkammern angelegt. Eine strenge Scheidung zwischen Kunstwerken und Wertsachen erfolgte allerdings erst im 18. Jahrhundert. Museen nennen heute häufig den Raum mit den wertvollsten Stücken ihre Schatzkammer.
Auch Schriften bestimmten Inhalts wurden früher als Schatzkammer oder Thesaurus betitelt.
Bei Kirchen und Klöstern wurden Schatzkammern üblich, in denen der über Jahrhunderte zusammengestellte Kirchenschatz untergebracht und später dann in musealer Weise zur Schau gestellt wurde. Die Ausstellungsräumlichkeiten für den Kunstschatz einer Kathedrale werden bis zum heutigen Tage als Domschatzkammer, die einer Stiftskirche dementsprechend als Stiftsschatzkammer bezeichnet.
Die Schatzkammer ist in vielen Märchen und Sagen der Aufbewahrungsort des Schatzes, der meist aus kostbaren Edelsteinen, Perlen, Gold und Silber besteht. Eine der bekanntesten Schatzkammern der Literatur ist die in einer Höhle liegende Kammer, welche Ali Baba entdeckt.

## Beispiele für Schatzkammern
Deutschland
- Aachener Domschatzkammer
- Dresden: Grünes Gewölbe mit den Schätzen der Wettiner
- Essener Domschatzkammer, Schätze der ottonischen Zeit
- Domschatz Halberstadt, umfangreichste Sammlung Europas von mittelalterlichen Gewändern, Geräten und Ausstattungsstücken für Altar und Kirchenraum am authentischen Ort
- Dommuseum Hildesheim, UNESCO-Weltkulturerbe, zusammen mit dem Mariendom und der Michaeliskirche in Hildesheim.
- Kölner Domschatzkammer
- Lübeck: gotische Tresekammer, Marienkirche; Tresekammer, Liebfrauenkirche
- Domschatz Minden
- Schatzkammer der Münchner Residenz mit den Schätzen der Wittelsbacher
- Domschatzkammer Paderborn
- Domschatzkammer Quedlinburg
- Trier, Schatzkammer der Stadtbibliothek Trier mit dem Codex Egberti (Weltdokumentenerbe)

Österreich
- Die Schatzkammer der Wiener Hofburg und des Kunsthistorischen Museum Wiens, in der unter anderem die Reichskrone und die Österreichische Kaiserkrone gezeigt werden.
- Die Schatzkammer des Deutschen Ordens im Deutschordenshaus in Wien

Andere
- Domschatzkammer Bozen
- Istanbul, Schatzkammer des Topkapı-Palastes
- London, Jewel House im Tower of London mit den britischen Kronjuwelen
- Schatzkammer Liechtenstein